# Okres Strzelce
Okres Strzelce (polsky Powiat strzelecki) je okres v polském Opolském vojvodství. Rozlohu má 744,28 km² a v roce 2019 zde žilo 74 300 obyvatel. Sídlem správy okresu je město Strzelce Opolskie.

## Gminy
Městsko-vesnické:
- Kolonowskie
- Leśnica
- Strzelce Opolskie
- Ujazd
- Zawadzkie

Vesnické:
- Izbicko
- Jemielnica

## Města
- Kolonowskie
- Leśnica
- Strzelce Opolskie
- Ujazd
- Zawadzkie

## Sousední okresy
| Růžice kompasu | Opolí          | Olesno        | Lubliniec      | Růžice kompasu |
| Růžice kompasu |                | Sever         | Tarnovské Hory | Růžice kompasu |
| Růžice kompasu | Okres Strzelce |               | Tarnovské Hory | Růžice kompasu |
| Růžice kompasu | Jih            |               | Tarnovské Hory | Růžice kompasu |
| Růžice kompasu | Krapkowice     | Kandřín-Kozlí | Gliwice        | Růžice kompasu |